# Gordonville (Misuri)
Gordonville es una villa ubicada en el condado de Cape Girardeau en el estado estadounidense de Misuri. En el Censo de 2010 tenía una población de 391 habitantes y una densidad poblacional de 193,05 personas por km².

## Geografía
Gordonville se encuentra ubicada en las coordenadas 37°18′40″N 89°40′26″O / 37.31111, -89.67389. Según la Oficina del Censo de los Estados Unidos, Gordonville tiene una superficie total de 2.03 km², de la cual 2.03 km² corresponden a tierra firme y (0%) 0 km² es agua.

## Demografía
Según el censo de 2010, había 391 personas residiendo en Gordonville. La densidad de población era de 193,05 hab./km². De los 391 habitantes, Gordonville estaba compuesto por el 99.23% blancos, el 0.26% eran afroamericanos, el 0% eran amerindios, el 0% eran asiáticos, el 0% eran isleños del Pacífico, el 0% eran de otras razas y el 0.51% pertenecían a dos o más razas. Del total de la población el 0.51% eran hispanos o latinos de cualquier raza.